# Gymnophora marshalli
Gymnophora marshalli är en tvåvingeart som beskrevs av Brown 1987. Gymnophora marshalli ingår i släktet Gymnophora och familjen puckelflugor. Inga underarter finns listade i Catalogue of Life.